# كوريكو يونيدو
كوريكو يونيدو (بالإسبانية: Club de Deportes Provincial Curicó Unido) هو نادي كرة قدم مقره في كوريكو، إقليم مولي، تشيلي. يلعب حاليًا في دوري الدرجة الأولى التشيلي. يديره حاليا مارتين باليرمو.

## التاريخ
تأسس النادي في 26 فبراير 1973، وكان إدموندو روخاس أول رئيس للنادي. أصبح النادي رابع فريق كرة قدم من مدينة كوريكو يلعب على المستوى الاحترافي، بعد أليانزا دي كوريكو ولويس كروز مارتينيز وبادمينتون دي كوريكو .
كان عامي 1984و1985 أفضل مواسم في تاريخ كوريكو يونيدو، حيث تنافسوا علي الصعود حتى الأسبوع الأخير.
صعد النادي إلي دوري الدرجة الأولي بعد فوزه 1-0 على بويرتو مونت في آخر مباراة على أرضه في موسم 2008، والتي كانت كافية لتأمين المركز الأول في دوري الدرجة الثانية والصعود.
عادوا إلى الدرجة الأولى في عام 2017، بعد فوزهم في بطولة 2016-2017 دوري الدرجة الثانية.

## ألوان الفريق
طقم النادي الرسمي الرسمي هو قميص أبيض مع شريط أحمر قطري يتقاطع مع الصدر من الكتف الأيمن إلى الجانب الأيسر من الورك. السراويل سوداء والجوارب بيضاء.

### تطور الزي
| 1982 | 1985 | 1986 | 1987 | 2001 | 2004 | 2007 | 2013 |

## الملعب

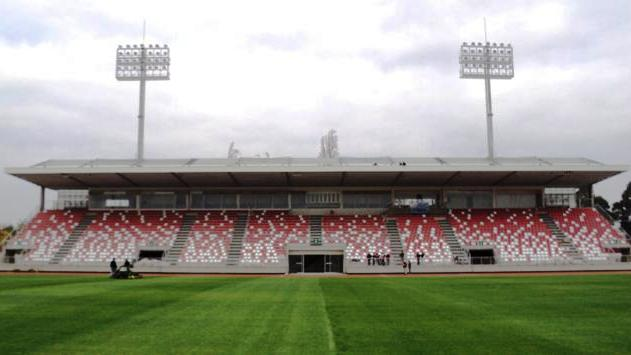
ملعب لا غرانجا

ملعب النادي الأساسي هي ملعب لا غرانجا، في مدينة كوريكو. بسعة 8000 متفرج مع مسار رياضي حول الملعب، الملعب مؤجر من مجلس مدينة كوريكو.

## الإنجازات
- دوري الدرجة الثانية التشيلي: 2

2008 ، 2016-17
- دوري الدرجة الثالثة التشيلي : 1

2005

## روابط خارجية
- كوريكو يونيدو , الموقع الرسمي باللغة الإسبانية.